# Žygimantas Janavičius
Žygimantas Janavičius, né le 20 février 1989, à Kaunas, en République socialiste soviétique de Lituanie, est un joueur lituanien de basket-ball. Il évolue au poste d'arrière.

## Palmarès

### En club
- Champion de Lituanie
  - Vainqueur : 2012.
- Coupe de Lituanie
  - Vainqueur : 2013, 2014, 2016.
- Ligue baltique
  - Vainqueur : 2012.

### En sélection
- championnat d'Europe des -20 ans
  - Finaliste : 2008.